# Giulia o la nuova Eloisa
Giulia o la nuova Eloisa (Julie ou la Nouvelle Héloïse) è un romanzo epistolare, pubblicato nel 1761, dello scrittore e filosofo Jean-Jacques Rousseau.

## Trama
Il romanzo è una raccolta di epistole di vari personaggi: Giulia, figlia del barone d'Etange; sua cugina Clara; il giovane precettore di Giulia, Saint-Preux; milord Edward Bomston, suo amico; d'Orbe, futuro marito di Clara; de Wolmar, che sposerà Giulia.
Ambientato a Vevey, in Svizzera, ricorda nel titolo l'infelice amore che in epoca medievale unì Eloisa al filosofo Abelardo, suo maestro, situazione analoga a quella delineata nella vicenda del reciproco sentimento che lega Giulia al suo precettore Saint-Preux. Il romanzo, comprendente 163 lettere, che abbracciano un periodo di circa dodici anni, inizia con l'incontro dei due protagonisti in casa del barone d'Etanges, il padre di Giulia. Saint-Preux non è nobile e questo, nonostante fra i due giovani esista una forte intesa spirituale, costituisce un ostacolo insormontabile. Giulia dapprima cerca di resistere all'amore, poi cede, ma quando il padre decide di darla in moglie al signor di Wolmar, i due decidono di separarsi. E mentre Saint-Preux, disperato, s'imbarca su una nave inglese per una spedizione intorno al mondo, Giulia, nel matrimonio e nei due figli, sembra raggiungere la pace interiore, e abbandonare ogni desiderio di riallacciare la relazione con il suo amante.
Dopo sei anni Saint-Preux ritorna e Wolmar lo invita a casa sua: il marito di Giulia è un uomo saggio e distaccato, che conosce l'amore che ha legato la moglie all'istitutore, per cui, confidando nella virtù di lei è convinto di poterla rendere felice assicurandole quella pace e quell'innocenza che le sono più necessarie della passione, organizza una vita a tre che dura qualche mese. In questo periodo Giulia e Saint-Preux resistono a un sentimento ancora violento, ma sublimato dalla virtù. Dopo che Giulia ha tentato invano di farlo sposare con la cugina Clara, l'istitutore riparte, ma poco dopo viene raggiunto da una lettera di Clara, che lo informa che la donna, tuffatasi nelle gelide acque del lago per salvare uno dei suoi bambini, si è ammalata e sta per morire. Nella sua ultima lettera Giulia gli confessa di non aver mai cessato di amarlo e gli affida l'educazione dei figli.

## Edizioni
- (FR) Jean-Jacques Rousseau, Nouvelle Héloïse. 1, Paris, Paul Dupont, 1823. URL consultato il 20 aprile 2015.

- (FR) Jean-Jacques Rousseau, Nouvelle Héloïse. 2, Paris, Paul Dupont, 1824. URL consultato il 20 aprile 2015.

## Edizioni in italiano
- La nuova Eloisa o lettere di due amanti abitanti in una piccola città appiè delle Alpi raccolte e pubblicate da Giovan Giacomo Rousseau cittadino di Ginevra tradotte dal francese in italiano da Panaiotti Palli di Iannina in Epiro. Tomo primo [-quarto] Italia, [dopo il 1813]
- La nuova Eloisa, di G. G. Rousseau; con prefazione sui tempi e sul libro di C. Romussi, Sonzogno, Milano 1885
- Giulia o la nuova Eloisa: lettere di due amanti, di una cittadina ai piedi delle Alpi, Gian Giacomo Rousseau, Rizzoli, Milano 1964
- Julie o La nuova Eloisa, J.-J. Rousseau, Gherardo Casini, Roma 1988
- Giulia, o La nuova Eloisa: lettere di due amanti di una cittadina ai piedi delle Alpi, Jean-Jacques Rousseau; introduzione e commento di Elena Pulcini; traduzione di Piero Bianconi, Biblioteca universale Rizzoli, Milano 1992
- La nuova Eloisa, Jean-Jacques Rousseau, Istituto della Enciclopedia italiana, Roma